# 811
811 (DCCCXI) var ett normalår som började en onsdag i den julianska kalendern.

## Händelser

### Okänt datum
- Den danske kungen Hemming sluter fred med Karl den store. Med på fredsmötet är Hemmings bror Hankwin och Angandeo samt Osfrid med smeknamnet Turdimulo, Warstein, Suomi, Urm, Osfrid – Heiligens son, Osfrid från Schonen, Hebbi och Aowin. Genom freden fastställs gränsen mellan danernas och frankernas område till floden Eider och denna kommer att utgöra det danska rikets sydgräns i över 1000 år, fram till 1864. Detta är också det äldsta skriftliga belägget där Skåne nämns. (Källa: Annales Regni Francorum.)
- Bulgariens dåvarande huvudstad Pliska intas av den bysantinska armén.

## Födda
- Basileios I, kejsare av Bysantinska riket.
- Muhammad Jawad at-Taqi, shiaimam.
- Hedvig av Herford, tysk abbedissa och helgon.

## Avlidna
- Nikeforos I, bysantinsk kejsare.